# Rappresentanti della Pennsylvania

## Elenco

### 18º distretto congressuale
| N.                                             | Foto         | Rappresentante                   | Partito                        | Carica           | Carica          | Congresso                                                           | Mandato                                                                                                 | Storia elettorale                                             |
| N.                                             | Foto         | Rappresentante                   | Partito                        | Inizio           | Termine         | Congresso                                                           | Mandato                                                                                                 | Storia elettorale                                             |
| ---------------------------------------------- | ------------ | -------------------------------- | ------------------------------ | ---------------- | --------------- | ------------------------------------------------------------------- | --- | ------------------------------------------------------------- |
| 1                                              |              | Patrick Farrelly (1770-1826)     | Jacksoniano Repubblicano       | 4 marzo 1823     | 3 marzo 1825    | 18                                                                  | 1 | Eletto nel 1822                                               |
| 1                                              | Jacksoniano  | Patrick Farrelly (1770-1826)     | 4 marzo 1825                   | 12 gennaio 1826  | 19              | 1⁄2                                                                 | Rieletto nel 1824 Deceduto                                                                              |                                                               |
| Vacante                                        | Vacante      | Vacante                          | Vacante                        | 12 gennaio 1826  | 19              | 1⁄2                                                                 | 14 marzo 1826                                                                                           |                                                               |
| 2                                              |              | Thomas H. Sill (1783-1856)       | Adams                          | 14 marzo 1826    | 19              | 1⁄2                                                                 | 3 marzo 1827                                                                                            | Eletto per terminare il mandato di Farrelly                   |
| 3                                              |              | Stephen Barlow (1779-1845)       | Jacksoniano                    | 4 marzo 1827     | 3 marzo 1829    | 20                                                                  | 1 | Eletto nel 1826 Perse la rielezione                           |
| 4                                              |              | Thomas H. Sill (1783-1856)       | Anti-Jacksoniano               | 4 marzo 1829     | 3 marzo 1831    | 21                                                                  | 1 | Eletto nel 1828 Ritiratosi                                    |
| 5                                              |              | John Banks (1793-1864)           | Anti-Massonico                 | 4 marzo 1831     | 3 marzo 1833    | 22                                                                  | 1 | Eletto nel 1830 Candidatosi nel 24º distretto                 |
| 6                                              |              | George Burd (1793-1844)          | Anti-Jacksoniano               | 4 marzo 1833     | 3 marzo 1835    | 23                                                                  | 1 | Eletto nel 1832                                               |
| 7                                              |              | Job Mann (1795-1873)             | Jacksoniano                    | 3 marzo 1835     | 3 marzo 1837    | 24                                                                  | 1 | Eletto nel 1834 Perse la rielezione                           |
| 8                                              |              | Charles Ogle (1798-1841)         | Anti-Massonico                 | 4 marzo 1837     | 3 marzo 1841    | 25                                                                  | 1 | Eletto nel 1836                                               |
| 8                                              | 26           | Charles Ogle (1798-1841)         | Anti-Massonico                 | 4 marzo 1837     | 3 marzo 1841    | 2                                                                   | Rieletto nel 1838                                                                                       |                                                               |
| 8                                              | Whig         | Charles Ogle (1798-1841)         | 4 marzo 1841                   | 10 maggio 1841   | 27              | 1⁄2                                                                 | Rieletto nel 1840 Deceduto                                                                              |                                                               |
| Vacante                                        | Vacante      | Vacante                          | Vacante                        | 10 maggio 1841   | 27              | 1⁄2                                                                 | 28 giugno 1841                                                                                          |                                                               |
| 9                                              |              | Henry Black (1783-1841)          | Whig                           | 28 giugno 1841   | 27              | 1⁄2                                                                 | 28 novembre 1841                                                                                        | Eletto per terminare il mandato di Ogle Deceduto              |
| Vacante                                        | Vacante      | Vacante                          | Vacante                        | 28 novembre 1841 | 27              | 1⁄2                                                                 | 21 dicembre 1841                                                                                        |                                                               |
| 10                                             |              | James M. Russell (1786-1870)     | Whig                           | 21 dicembre 1841 | 27              | 1⁄2                                                                 | 3 marzo 1843                                                                                            | Eletto per terminare il mandato di Black                      |
| 11                                             |              | Andrew Stewart (1791-1872)       | Whig                           | 4 marzo 1843     | 3 marzo 1849    | 28                                                                  | 1 | Eletto nel 1842                                               |
| 11                                             | 29           | Andrew Stewart (1791-1872)       | Whig                           | 4 marzo 1843     | 3 marzo 1849    | 2                                                                   | Rieletto nel 1844                                                                                       |                                                               |
| 11                                             | 30           | Andrew Stewart (1791-1872)       | Whig                           | 4 marzo 1843     | 3 marzo 1849    | 3                                                                   | Rieletto nel 1846 Ritiratosi                                                                            |                                                               |
| 12                                             |              | Andrew J. Ogle (1822-1852)       | Whig                           | 4 marzo 1849     | 3 marzo 1851    | 31                                                                  | 1 | Eletto nel 1848 Perse la rielezione                           |
| 13                                             |              | John L. Dawson (1813-1870)       | Democratico                    | 4 marzo 1851     | 3 marzo 1853    | 32                                                                  | 1 | Eletto nel 1850 Candidatosi nel 20º distretto                 |
| 14                                             |              | John McCulloch (1806-1879)       | Whig                           | 4 marzo 1853     | 3 marzo 1855    | 33                                                                  | 1 | Eletto nel 1852 Ritiratosi                                    |
| 15                                             |              | John R. Edie (1814-1888)         | Opposizione                    | 4 marzo 1855     | 3 marzo 1857    | 34                                                                  | 1 | Eletto nel 1854                                               |
| 15                                             | Repubblicano | John R. Edie (1814-1888)         | 4 marzo 1857                   | 3 marzo 1859     | 35              | 2                                                                   | Rieletto nel 1856 Ritiratosi                                                                            |                                                               |
| 16                                             |              | Samuel S. Blair (1821-1890)      | Repubblicano                   | 3 marzo 1859     | 3 marzo 1863    | 36                                                                  | 1 | Eletto nel 1858                                               |
| 16                                             | 37           | Samuel S. Blair (1821-1890)      | Repubblicano                   | 3 marzo 1859     | 3 marzo 1863    | 2                                                                   | Rieletto nel 1860 Perse la rielezione                                                                   |                                                               |
| 17                                             |              | James T. Hale (1810-1865)        | Indipendente Repubblicano      | 4 marzo 1863     | 3 marzo 1865    | 38                                                                  | 1 | Eletto nel 1862                                               |
| 18                                             |              | Stephen F. Wilson (1821-1897)    | Repubblicano                   | 4 marzo 1865     | 3 marzo 1869    | 39                                                                  | 1 | Eletto nel 1864                                               |
| 18                                             | 40           | Stephen F. Wilson (1821-1897)    | Repubblicano                   | 4 marzo 1865     | 3 marzo 1869    | 2                                                                   | Rieletto nel 1866 Ritiratosi per diventare giudice del quarto distretto giudiziario della Pennsylvania. |                                                               |
| 19                                             |              | William H. Armstrong (1824-1919) | Repubblicano                   | 4 marzo 1869     | 3 marzo 1871    | 41                                                                  | 1 | Eletto nel 1868 Perse la rielezione                           |
| 20                                             |              | Henry Sherwood (1813-1896)       | Democratico                    | 4 marzo 1871     | 3 marzo 1873    | 42                                                                  | 1 | Eletto nel 1870 Perse la rielezione                           |
| 21                                             |              | Sobieski Ross (1828-1877)        | Repubblicano                   | 4 marzo 1873     | 3 marzo 1875    | 43                                                                  | 1 | Eletto nel 1872 Candidatosi nel 16º distretto                 |
| 22                                             |              | William Stenger (1840-1918)      | Democratico                    | 4 marzo 1875     | 3 marzo 1879    | 44                                                                  | 1 | Eletto nel 1874                                               |
| 22                                             | 45           | William Stenger (1840-1918)      | Democratico                    | 4 marzo 1875     | 3 marzo 1879    | 2                                                                   | Rieletto nel 1876 Perse la rielezione                                                                   |                                                               |
| 23                                             |              | Horatio G. Fisher (1838-1890)    | Repubblicano                   | 4 marzo 1879     | 3 marzo 1883    | 46                                                                  | 1 | Eletto nel 1878                                               |
| 23                                             | 47           | Horatio G. Fisher (1838-1890)    | Repubblicano                   | 4 marzo 1879     | 3 marzo 1883    | 2                                                                   | Rieletto nel 1880 Ritiratosi                                                                            |                                                               |
| 24                                             |              | Louis E. Atkinson (1841-1910)    | Repubblicano                   | 4 marzo 1883     | 3 marzo 1893    | 48                                                                  | 1 | Eletto nel 1882                                               |
| 24                                             | 49           | Louis E. Atkinson (1841-1910)    | Repubblicano                   | 4 marzo 1883     | 3 marzo 1893    | 2                                                                   | Rieletto nel 1884                                                                                       |                                                               |
| 24                                             | 50           | Louis E. Atkinson (1841-1910)    | Repubblicano                   | 4 marzo 1883     | 3 marzo 1893    | 3                                                                   | Rieletto nel 1886                                                                                       |                                                               |
| 24                                             | 51           | Louis E. Atkinson (1841-1910)    | Repubblicano                   | 4 marzo 1883     | 3 marzo 1893    | 4                                                                   | Rieletto nel 1888                                                                                       |                                                               |
| 24                                             | 52           | Louis E. Atkinson (1841-1910)    | Repubblicano                   | 4 marzo 1883     | 3 marzo 1893    | 5                                                                   | Rieletto nel 1890 Ritiratosi dall'elezione.                                                             |                                                               |
| 25                                             |              | Thaddeus M. Mahon (1840-1916)    | Repubblicano                   | 4 marzo 1893     | 3 marzo 1903    | 53                                                                  | 1 | Eletto nel 1892                                               |
| 25                                             | 54           | Thaddeus M. Mahon (1840-1916)    | Repubblicano                   | 4 marzo 1893     | 3 marzo 1903    | 2                                                                   | Rieletto nel 1894                                                                                       |                                                               |
| 25                                             | 55           | Thaddeus M. Mahon (1840-1916)    | Repubblicano                   | 4 marzo 1893     | 3 marzo 1903    | 3                                                                   | Rieletto nel 1896                                                                                       |                                                               |
| 25                                             | 56           | Thaddeus M. Mahon (1840-1916)    | Repubblicano                   | 4 marzo 1893     | 3 marzo 1903    | 4                                                                   | Rieletto nel 1898                                                                                       |                                                               |
| 25                                             | 57           | Thaddeus M. Mahon (1840-1916)    | Repubblicano                   | 4 marzo 1893     | 3 marzo 1903    | 5                                                                   | Rieletto nel 1900 Candidatosi nel 17º distretto                                                         |                                                               |
| 26                                             |              | Marlin E. Olmsted (1847-1913)    | Repubblicano                   | 4 marzo 1903     | 3 marzo 1913    | 58                                                                  | 1 | Eletto nel 1902                                               |
| 26                                             | 59           | Marlin E. Olmsted (1847-1913)    | Repubblicano                   | 4 marzo 1903     | 3 marzo 1913    | 2                                                                   | Rieletto nel 1904                                                                                       |                                                               |
| 26                                             | 60           | Marlin E. Olmsted (1847-1913)    | Repubblicano                   | 4 marzo 1903     | 3 marzo 1913    | 3                                                                   | Rieletto nel 1906                                                                                       |                                                               |
| 26                                             | 61           | Marlin E. Olmsted (1847-1913)    | Repubblicano                   | 4 marzo 1903     | 3 marzo 1913    | 4                                                                   | Rieletto nel 1908                                                                                       |                                                               |
| 26                                             | 62           | Marlin E. Olmsted (1847-1913)    | Repubblicano                   | 4 marzo 1903     | 3 marzo 1913    | 5                                                                   | Rieletto nel 1910 Ritiratosi                                                                            |                                                               |
| 27                                             |              | Aaron S. Kreider (1863-1929)     | Repubblicano                   | 4 marzo 1913     | 3 marzo 1923    | 63                                                                  | 1 | Eletto nel 1912                                               |
| 27                                             | 64           | Aaron S. Kreider (1863-1929)     | Repubblicano                   | 4 marzo 1913     | 3 marzo 1923    | 2                                                                   | Rieletto nel 1914                                                                                       |                                                               |
| 27                                             | 65           | Aaron S. Kreider (1863-1929)     | Repubblicano                   | 4 marzo 1913     | 3 marzo 1923    | 3                                                                   | Rieletto nel 1916                                                                                       |                                                               |
| 27                                             | 66           | Aaron S. Kreider (1863-1929)     | Repubblicano                   | 4 marzo 1913     | 3 marzo 1923    | 4                                                                   | Rieletto nel 1918                                                                                       |                                                               |
| 27                                             | 67           | Aaron S. Kreider (1863-1929)     | Repubblicano                   | 4 marzo 1913     | 3 marzo 1923    | 5                                                                   | Rieletto nel 1920 Perse la rielezione                                                                   |                                                               |
| 28                                             |              | Edward M. Beers (1877-1932)      | Repubblicano                   | 4 marzo 1923     | 21 aprile 1932  | 68                                                                  | 1 | Eletto nel 1922                                               |
| 28                                             | 69           | Edward M. Beers (1877-1932)      | Repubblicano                   | 4 marzo 1923     | 21 aprile 1932  | 2                                                                   | Rieletto nel 1924                                                                                       |                                                               |
| 28                                             | 70           | Edward M. Beers (1877-1932)      | Repubblicano                   | 4 marzo 1923     | 21 aprile 1932  | 3                                                                   | Rieletto nel 1926                                                                                       |                                                               |
| 28                                             | 71           | Edward M. Beers (1877-1932)      | Repubblicano                   | 4 marzo 1923     | 21 aprile 1932  | 4                                                                   | Rieletto nel 1928                                                                                       |                                                               |
| 28                                             | 72           | Edward M. Beers (1877-1932)      | Repubblicano                   | 4 marzo 1923     | 21 aprile 1932  | 1⁄2                                                                 | Rieletto nel 1930 Deceduto                                                                              |                                                               |
| Vacante                                        | Vacante      | Vacante                          | Vacante                        | 21 aprile 1832   | 8 novembre 1832 | 1⁄2                                                                 | |                                                               |
| 29                                             | 72           |                                  | Joseph F. Biddle (1871-1936)   | Repubblicano     | 8 novembre 1932 | 1⁄2                                                                 | 3 marzo 1933                                                                                            | Eletto per terminare il mandato di Beers Ritiratosi           |
| 30                                             |              | Benjamin K. Focht (1863-1937)    | Repubblicano                   | 4 marzo 1933     | 27 marzo 1937   | 73                                                                  | 1 | Eletto nel 1932                                               |
| 30                                             | 74           | Benjamin K. Focht (1863-1937)    | Repubblicano                   | 4 marzo 1933     | 27 marzo 1937   | 2                                                                   | Rieletto nel 1934                                                                                       |                                                               |
| 30                                             | 75           | Benjamin K. Focht (1863-1937)    | Repubblicano                   | 4 marzo 1933     | 27 marzo 1937   | 1⁄2                                                                 | Rieletto nel 1936 Deceduto                                                                              |                                                               |
| Vacante                                        | Vacante      | Vacante                          | Vacante                        | 27 marzo 1937    | 11 maggio 1937  | 1⁄2                                                                 | |                                                               |
| 31                                             | 75           |                                  | Richard M. Simpson (1900-1960) | Repubblicano     | 11 maggio 1937  | 1⁄2                                                                 | 3 gennaio 1945                                                                                          | Eletto per terminare il mandato di Focht                      |
| 31                                             | 76           | 1                                | Richard M. Simpson (1900-1960) | Repubblicano     | 11 maggio 1937  | Eletto per un mandato intero nel 1938                               | 3 gennaio 1945                                                                                          |                                                               |
| 31                                             | 77           | 2                                | Richard M. Simpson (1900-1960) | Repubblicano     | 11 maggio 1937  | Rieletto nel 1940                                                   | 3 gennaio 1945                                                                                          |                                                               |
| 31                                             | 78           | 3                                | Richard M. Simpson (1900-1960) | Repubblicano     | 11 maggio 1937  | Rieletto nel 1942 Candidatosi nel 17º distretto                     | 3 gennaio 1945                                                                                          |                                                               |
| 32                                             |              | John C. Kunkel (1898-1970)       | Repubblicano                   | 3 gennaio 1945   | 3 gennaio 1951  | 79                                                                  | 1 | Eletto nel 1944                                               |
| 32                                             | 80           | John C. Kunkel (1898-1970)       | Repubblicano                   | 3 gennaio 1945   | 3 gennaio 1951  | 2                                                                   | Rieletto nel 1946                                                                                       |                                                               |
| 32                                             | 81           | John C. Kunkel (1898-1970)       | Repubblicano                   | 3 gennaio 1945   | 3 gennaio 1951  | 3                                                                   | Rieletto nel 1948                                                                                       |                                                               |
| 33                                             |              | Walter M. Mumma (1890-1961)      | Repubblicano                   | 3 gennaio 1951   | 3 gennaio 1953  | 82                                                                  | 1 | Eletto nel 1950 Candidatosi nel 16º distretto                 |
| 34                                             |              | Richard M. Simpson (1900-1960)   | Repubblicano                   | 3 gennaio 1953   | 7 gennaio 1960  | 83                                                                  | 1 | Eletto nel 1952                                               |
| 34                                             | 84           | Richard M. Simpson (1900-1960)   | Repubblicano                   | 3 gennaio 1953   | 7 gennaio 1960  | 1                                                                   | Rieletto nel 1954                                                                                       |                                                               |
| 34                                             | 85           | Richard M. Simpson (1900-1960)   | Repubblicano                   | 3 gennaio 1953   | 7 gennaio 1960  | 1                                                                   | Rieletto nel 1956                                                                                       |                                                               |
| 34                                             | 86           | Richard M. Simpson (1900-1960)   | Repubblicano                   | 3 gennaio 1953   | 7 gennaio 1960  | 1⁄2                                                                 | Rieletto nel 1958 Deceduto                                                                              |                                                               |
| Vacante                                        | Vacante      | Vacante                          | Vacante                        | 7 gennaio 1960   | 26 aprile 1960  | 1⁄2                                                                 | |                                                               |
| 35                                             | 86           |                                  | Douglas H. Elliot (1921-1960)  | Repubblicano     | 26 aprile 1960  | 1⁄2                                                                 | 19 giugno 1960                                                                                          | Eletto per terminare il mandato di Simpson Suicidatosi        |
| Vacante                                        | Vacante      | Vacante                          | Vacante                        | 19 giugno 1960   | 8 novembre 1960 | 1⁄2                                                                 | |                                                               |
| 36                                             | 86           |                                  | J. Irving Whalley (1902-1980)  | Repubblicano     | 8 novembre 1960 | 1⁄2                                                                 | 3 gennaio 1963                                                                                          | Eletto per terminare il mandato di Elliot                     |
| 36                                             | 87           | 1                                | J. Irving Whalley (1902-1980)  | Repubblicano     | 8 novembre 1960 | Eletto per un mandato intero nel 1960 Candidatosi nel 12º distretto | 3 gennaio 1963                                                                                          |                                                               |
| 37                                             |              | Robert J. Corbett (1905-1971)    | Repubblicano                   | 3 gennaio 1963   | 25 aprile 1971  | 88                                                                  | 1 | Eletto nel 1962                                               |
| 37                                             | 89           | Robert J. Corbett (1905-1971)    | Repubblicano                   | 3 gennaio 1963   | 25 aprile 1971  | 2                                                                   | Rieletto nel 1964                                                                                       |                                                               |
| 37                                             | 90           | Robert J. Corbett (1905-1971)    | Repubblicano                   | 3 gennaio 1963   | 25 aprile 1971  | 3                                                                   | Rieletto nel 1966                                                                                       |                                                               |
| 37                                             | 91           | Robert J. Corbett (1905-1971)    | Repubblicano                   | 3 gennaio 1963   | 25 aprile 1971  | 4                                                                   | Rieletto nel 1968                                                                                       |                                                               |
| 37                                             | 92           | Robert J. Corbett (1905-1971)    | Repubblicano                   | 3 gennaio 1963   | 25 aprile 1971  | 1⁄2                                                                 | Rieletto nel 1970 Deceduto                                                                              |                                                               |
| Vacante                                        | Vacante      | Vacante                          | Vacante                        | 25 aprile 1971   | 2 novembre 1971 | 1⁄2                                                                 | |                                                               |
| 38                                             | 92           |                                  | H. John Heinz III (1938-1991)  | Repubblicano     | 2 novembre 1971 | 1⁄2                                                                 | 3 gennaio 1977                                                                                          | Eletto per terminare il mandato di Corbett                    |
| 38                                             | 93           | 1                                | H. John Heinz III (1938-1991)  | Repubblicano     | 2 novembre 1971 | Eletto per un mandato intero nel 1972                               | 3 gennaio 1977                                                                                          |                                                               |
| 38                                             | 94           | 2                                | H. John Heinz III (1938-1991)  | Repubblicano     | 2 novembre 1971 | Rieletto nel 1974 Ritiratosi per correre per il Senato.             | 3 gennaio 1977                                                                                          |                                                               |
| 39                                             |              | Doug Walgren (1940-)             | Democratico                    | 3 gennaio 1977   | 3 gennaio 1991  | 95                                                                  | 1 | Eletto nel 1976                                               |
| 39                                             | 96           | Doug Walgren (1940-)             | Democratico                    | 3 gennaio 1977   | 3 gennaio 1991  | 2                                                                   | Rieletto nel 1978                                                                                       |                                                               |
| 39                                             | 97           | Doug Walgren (1940-)             | Democratico                    | 3 gennaio 1977   | 3 gennaio 1991  | 3                                                                   | Rieletto nel 1980                                                                                       |                                                               |
| 39                                             | 98           | Doug Walgren (1940-)             | Democratico                    | 3 gennaio 1977   | 3 gennaio 1991  | 4                                                                   | Rieletto nel 1982                                                                                       |                                                               |
| 39                                             | 99           | Doug Walgren (1940-)             | Democratico                    | 3 gennaio 1977   | 3 gennaio 1991  | 5                                                                   | Rieletto nel 1984                                                                                       |                                                               |
| 39                                             | 100          | Doug Walgren (1940-)             | Democratico                    | 3 gennaio 1977   | 3 gennaio 1991  | 6                                                                   | Rieletto nel 1986                                                                                       |                                                               |
| 39                                             | 101          | Doug Walgren (1940-)             | Democratico                    | 3 gennaio 1977   | 3 gennaio 1991  | 7                                                                   | Rieletto nel 1988 Perse la rielezione                                                                   |                                                               |
| 40                                             |              | Rick Santorum (1958-)            | Repubblicano                   | 3 gennaio 1991   | 3 gennaio 1995  | 102                                                                 | 1 | Eletto nel 1990                                               |
| 40                                             | 103          | Rick Santorum (1958-)            | Repubblicano                   | 3 gennaio 1991   | 3 gennaio 1995  | 2                                                                   | Rieletto nel 1992 Ritiratosi per correre per il Senato                                                  |                                                               |
| 41                                             |              | Michael F. Doyle (1953-)         | Democratico                    | 3 gennaio 1995   | 3 gennaio 2003  | 104                                                                 | 1 | Eletto nel 1994                                               |
| 41                                             | 105          | Michael F. Doyle (1953-)         | Democratico                    | 3 gennaio 1995   | 3 gennaio 2003  | 2                                                                   | Rieletto nel 1996                                                                                       |                                                               |
| 41                                             | 106          | Michael F. Doyle (1953-)         | Democratico                    | 3 gennaio 1995   | 3 gennaio 2003  | 3                                                                   | Rieletto nel 1998                                                                                       |                                                               |
| 41                                             | 107          | Michael F. Doyle (1953-)         | Democratico                    | 3 gennaio 1995   | 3 gennaio 2003  | 4                                                                   | Rieletto nel 2000 Candidatosi nel 14º distretto                                                         |                                                               |
| 42                                             |              | Tim Murphy (1952-)               | Repubblicano                   | 3 gennaio 2003   | 21 ottobre 2017 | 108                                                                 | 1 | Eletto nel 2002                                               |
| 42                                             | 109          | Tim Murphy (1952-)               | Repubblicano                   | 3 gennaio 2003   | 21 ottobre 2017 | 2                                                                   | Rieletto nel 2004                                                                                       |                                                               |
| 42                                             | 110          | Tim Murphy (1952-)               | Repubblicano                   | 3 gennaio 2003   | 21 ottobre 2017 | 3                                                                   | Rieletto nel 2006                                                                                       |                                                               |
| 42                                             | 111          | Tim Murphy (1952-)               | Repubblicano                   | 3 gennaio 2003   | 21 ottobre 2017 | 4                                                                   | Rieletto nel 2008                                                                                       |                                                               |
| 42                                             | 112          | Tim Murphy (1952-)               | Repubblicano                   | 3 gennaio 2003   | 21 ottobre 2017 | 5                                                                   | Rieletto nel 2010                                                                                       |                                                               |
| 42                                             | 113          | Tim Murphy (1952-)               | Repubblicano                   | 3 gennaio 2003   | 21 ottobre 2017 | 6                                                                   | Rieletto nel 2012                                                                                       |                                                               |
| 42                                             | 114          | Tim Murphy (1952-)               | Repubblicano                   | 3 gennaio 2003   | 21 ottobre 2017 | 7                                                                   | Rieletto nel 2014                                                                                       |                                                               |
| 42                                             | 115          | Tim Murphy (1952-)               | Repubblicano                   | 3 gennaio 2003   | 21 ottobre 2017 | 1/2                                                                 | Rieletto nel 2016 Rassegnò le dimissioni                                                                |                                                               |
| Vacante                                        | Vacante      | Vacante                          | Vacante                        | 21 ottobre 2017  | 13 marzo 2018   | 1/2                                                                 | |                                                               |
| 43                                             | 115          |                                  | Conor Lamb (1984-)             | Democratico      | 13 marzo 2018   | 1/2                                                                 | 3 gennaio 2019                                                                                          | Eletto per terminare il mandato Candidatosi nel 17º distretto |
| 44                                             |              | Mike Doyle (1953-)               | Democratico                    | 3 gennaio 2019   | in corso        | 116                                                                 | 1 | Eletto nel 2018                                               |
| 44                                             | 117          | Mike Doyle (1953-)               | Democratico                    | 3 gennaio 2019   | in corso        | 2                                                                   | Rieletto nel 2020 Si ritirerà                                                                           |                                                               |
| Il distretto verrà eliminato il 3 gennaio 2023 |              |                                  |                                |                  |                 |                                                                     | |                                                               |

### 32º distretto congressuale
| N.                                    | Foto    | Rappresentante                   | Partito                   | Carica         | Carica          | Congresso                                                 | Mandato                                         | Storia elettorale                         |
| N.                                    | Foto    | Rappresentante                   | Partito                   | Inizio         | Termine         | Congresso                                                 | Mandato                                         | Storia elettorale                         |
| ------------------------------------- | ------- | -------------------------------- | ------------------------- | -------------- | --------------- | --------------------------------------------------------- | ----------------------------------------------- | ----------------------------------------- |
| Il Distretto venne creato nel 1903    |         |                                  |                           |                |                 |                                                           |                                                 |                                           |
| 1                                     |         | James W. Brown (1844-1909)       | Indipendente Repubblicano | 4 marzo 1903   | 3 marzo 1905    | 58                                                        | 1                                               | Eletto nel 1902 Ritiratosi                |
| 2                                     |         | Andrew J. Barchfeld (1863-1922)  | Repubblicano              | 3 marzo 1905   | 3 marzo 1917    | 59                                                        | 1                                               | Eletto nel 1904                           |
| 2                                     | 60      | Andrew J. Barchfeld (1863-1922)  | Repubblicano              | 3 marzo 1905   | 3 marzo 1917    | 2                                                         | Rieletto nel 1906                               |                                           |
| 2                                     | 61      | Andrew J. Barchfeld (1863-1922)  | Repubblicano              | 3 marzo 1905   | 3 marzo 1917    | 3                                                         | Rieletto nel 1908                               |                                           |
| 2                                     | 62      | Andrew J. Barchfeld (1863-1922)  | Repubblicano              | 3 marzo 1905   | 3 marzo 1917    | 4                                                         | Rieletto nel 1910                               |                                           |
| 2                                     | 63      | Andrew J. Barchfeld (1863-1922)  | Repubblicano              | 3 marzo 1905   | 3 marzo 1917    | 5                                                         | Rieletto nel 1912                               |                                           |
| 2                                     | 64      | Andrew J. Barchfeld (1863-1922)  | Repubblicano              | 3 marzo 1905   | 3 marzo 1917    | 6                                                         | Rieletto nel 1914 Ritiratosi                    |                                           |
| 3                                     |         | Guy E. Campbell (1871-1940)      | Democratico               | 4 marzo 1917   | 3 marzo 1923    | 65                                                        | 1                                               | Eletto nel 1916                           |
| 3                                     | 66      | Guy E. Campbell (1871-1940)      | Democratico               | 4 marzo 1917   | 3 marzo 1923    | 2                                                         | Rieletto nel 1918                               |                                           |
| 3                                     | 67      | Guy E. Campbell (1871-1940)      | Democratico               | 4 marzo 1917   | 3 marzo 1923    | 3                                                         | Rieletto nel 1920 Candidatosi nel 36º distretto |                                           |
| 4                                     |         | Stephen G. Porter (1869-1930)    | Repubblicano              | 4 marzo 1923   | 27 giugno 1930  | 68                                                        | 1                                               | Eletto nel 1922                           |
| 4                                     | 69      | Stephen G. Porter (1869-1930)    | Repubblicano              | 4 marzo 1923   | 27 giugno 1930  | 2                                                         | Rieletto nel 1924                               |                                           |
| 4                                     | 70      | Stephen G. Porter (1869-1930)    | Repubblicano              | 4 marzo 1923   | 27 giugno 1930  | 3                                                         | Rieletto nel 1926                               |                                           |
| 4                                     | 71      | Stephen G. Porter (1869-1930)    | Repubblicano              | 4 marzo 1923   | 27 giugno 1930  | 1⁄2                                                       | Rieletto nel 1928 Deceduto                      |                                           |
| Vacante                               | Vacante | Vacante                          | Vacante                   | 27 giugno 1930 | 4 novembre 1930 | 1⁄2                                                       |                                                 |                                           |
| 5                                     | 71      |                                  | Edmund F. Erk (1872-1953) | Repubblicano   | 4 novembre 1930 | 1⁄2                                                       | 3 marzo 1933                                    | Eletto per terminare il mandato di Porter |
| 5                                     | 72      | 1                                | Edmund F. Erk (1872-1953) | Repubblicano   | 4 novembre 1930 | Eletto per un mandato intero nel 1930 Perse la rielezione | 3 marzo 1933                                    |                                           |
| 6                                     |         | Michael J. Muldowney (1889-1947) | Repubblicano              | 4 marzo 1933   | 3 gennaio 1935  | 73                                                        | 1                                               | Eletto nel 1932 Perse la rielezione       |
| 7                                     |         | Theodore L. Moritz (1892-1982)   | Democratico               | 3 gennaio 1935 | 3 gennaio 1937  | 74                                                        | 1                                               | Eletto nel 1934 Perse la rinomina         |
| 8                                     |         | Herman P. Eberharter (1892-1958) | Democratico               | 3 gennaio 1937 | 3 gennaio 1943  | 75                                                        | 1                                               | Eletto nel 1936                           |
| 8                                     | 76      | Herman P. Eberharter (1892-1958) | Democratico               | 3 gennaio 1937 | 3 gennaio 1943  | 2                                                         | Rieletto nel 1938                               |                                           |
| 8                                     | 77      | Herman P. Eberharter (1892-1958) | Democratico               | 3 gennaio 1937 | 3 gennaio 1943  | 3                                                         | Rieletto nel 1940 Candidatosi nel 31º distretto |                                           |
| 9                                     |         | James A. Wright (1902-1963)      | Democratico               | 3 gennaio 1943 | 3 gennaio 1945  | 78                                                        | 1                                               | Eletto nel 1942 Perse la rielezione       |
| 10                                    |         | Herman P. Eberharter (1892-1958) | Democratico               | 3 gennaio 1945 | 3 gennaio 1953  | 79                                                        | 1                                               | Eletto nel 1944                           |
| 10                                    | 80      | Herman P. Eberharter (1892-1958) | Democratico               | 3 gennaio 1945 | 3 gennaio 1953  | 2                                                         | Rieletto nel 1946                               |                                           |
| 10                                    | 81      | Herman P. Eberharter (1892-1958) | Democratico               | 3 gennaio 1945 | 3 gennaio 1953  | 3                                                         | Rieletto nel 1948                               |                                           |
| 10                                    | 82      | Herman P. Eberharter (1892-1958) | Democratico               | 3 gennaio 1945 | 3 gennaio 1953  | 4                                                         | Rieletto nel 1950 Candidatosi nel 28º distretto |                                           |
| Il Distretto venne eliminato nel 1953 |         |                                  |                           |                |                 |                                                           |                                                 |                                           |

### 33º distretto congressuale
| N.                                      | Foto    | Rappresentante                | Partito                   | Carica         | Carica         | Congresso | Mandato                                                                                    | Storia elettorale                                            |
| N.                                      | Foto    | Rappresentante                | Partito                   | Inizio         | Termine        | Congresso | Mandato                                                                                    | Storia elettorale                                            |
| --------------------------------------- | ------- | ----------------------------- | ------------------------- | -------------- | -------------- | --------- | ------------------------------------------------------------------------------------------ | ------------------------------------------------------------ |
| Il Distretto venne creato nel 1923      |         |                               |                           |                |                |           |                                                                                            |                                                              |
| 1                                       |         | M. Clyde Kelly (1883-1935)    | Repubblicano              | 4 marzo 1923   | 3 marzo 1933   | 68        | 1                                                                                          | Eletto nel 1922                                              |
| 1                                       | 69      | M. Clyde Kelly (1883-1935)    | Repubblicano              | 4 marzo 1923   | 3 marzo 1933   | 2         | Rieletto nel 1924                                                                          |                                                              |
| 1                                       | 70      | M. Clyde Kelly (1883-1935)    | Repubblicano              | 4 marzo 1923   | 3 marzo 1933   | 3         | Rieletto nel 1926                                                                          |                                                              |
| 1                                       | 71      | M. Clyde Kelly (1883-1935)    | Repubblicano              | 4 marzo 1923   | 3 marzo 1933   | 4         | Rieletto nel 1928                                                                          |                                                              |
| 1                                       | 72      | M. Clyde Kelly (1883-1935)    | Repubblicano              | 4 marzo 1923   | 3 marzo 1933   | 5         | Rieletto nel 1930 Candidatosi nel 31º distretto                                            |                                                              |
| 2                                       |         | Henry Ellenbogen (1900-1985)  | Democratico               | 4 marzo 1933   | 3 gennaio 1938 | 73        | 1                                                                                          | Eletto nel 1932                                              |
| 2                                       | 74      | Henry Ellenbogen (1900-1985)  | Democratico               | 4 marzo 1933   | 3 gennaio 1938 | 2         | Rieletto nel 1934                                                                          |                                                              |
| 2                                       | 75      | Henry Ellenbogen (1900-1985)  | Democratico               | 4 marzo 1933   | 3 gennaio 1938 | 1⁄2       | Rieletto nel 1936 Rassegnò le dimissioni per diventare giudice                             |                                                              |
| Vacante                                 | Vacante | Vacante                       | Vacante                   | 3 gennaio 1938 | 3 gennaio 1939 | 1⁄2       |                                                                                            |                                                              |
| 3                                       |         | Joseph A. McArdle (1903-1967) | Democratico               | 3 gennaio 1939 | 5 gennaio 1942 | 76        | 1                                                                                          | Eletto nel 1938                                              |
| 3                                       | 77      | Joseph A. McArdle (1903-1967) | Democratico               | 3 gennaio 1939 | 5 gennaio 1942 | 1⁄2       | Rieletto nel 1940 Rassegnò le dimissioni per entrare nel Consiglio cittadino di Pittsburgh |                                                              |
| Vacante                                 | Vacante | Vacante                       | Vacante                   | 5 gennaio 1942 | 19 maggio 1942 | 1⁄2       |                                                                                            |                                                              |
| 4                                       | 77      |                               | Elmer Holland (1894-1968) | Democratico    | 19 maggio 1942 | 1⁄2       | 3 gennaio 1943                                                                             | Eletto per terminare il mandato di McArdle Ritiratosi        |
| Il Distretto venne eliminato nel 1943   |         |                               |                           |                |                |           |                                                                                            |                                                              |
| Il Distretto venne ricreato nel 1945    |         |                               |                           |                |                |           |                                                                                            |                                                              |
| 1                                       |         | Samuel Weiss (1902-1977)      | Democratico               | 3 gennaio 1945 | 7 gennaio 1946 | 79        | 1⁄2                                                                                        | Eletto nel 1944 Rassegnò le dimissioni per diventare giudice |
| Vacante                                 | Vacante | Vacante                       | Vacante                   | 7 gennaio 1946 | 21 maggio 1946 | 79        | 1⁄2                                                                                        |                                                              |
| 2                                       |         | Frank Buchanan (1902-1951)    | Democratico               | 21 maggio 1946 | 27 aprile 1951 | 79        | 1⁄2                                                                                        | Eletto per terminare il mandato di Weiss                     |
| 2                                       | 80      | Frank Buchanan (1902-1951)    | Democratico               | 21 maggio 1946 | 27 aprile 1951 | 1         | Eletto per un mandato intero nel 1946                                                      |                                                              |
| 2                                       | 81      | Frank Buchanan (1902-1951)    | Democratico               | 21 maggio 1946 | 27 aprile 1951 | 3         | Rieletto nel 1948                                                                          |                                                              |
| 2                                       | 82      | Frank Buchanan (1902-1951)    | Democratico               | 21 maggio 1946 | 27 aprile 1951 | 1⁄2       | Rieletto nel 1950 Deceduto                                                                 |                                                              |
| Vacante                                 | Vacante | Vacante                       | Vacante                   | 27 aprile 1951 | 24 luglio 1951 | 1⁄2       |                                                                                            |                                                              |
| 3                                       | 82      |                               | Vera Buchanan (1902-1955) | Democratico    | 24 luglio 1951 | 1⁄2       | 3 gennaio 1953                                                                             | Eletta per terminare il mandato del consorte                 |
| Il Distretto venne rieliminato nel 1953 |         |                               |                           |                |                |           |                                                                                            |                                                              |

### 34º distretto congressuale
| N.                                    | Foto | Rappresentante                  | Partito      | Carica         | Carica         | Congresso | Mandato                                | Storia elettorale                             |
| N.                                    | Foto | Rappresentante                  | Partito      | Inizio         | Termine        | Congresso | Mandato                                | Storia elettorale                             |
| ------------------------------------- | ---- | ------------------------------- | ------------ | -------------- | -------------- | --------- | -------------------------------------- | --------------------------------------------- |
| Il Distretto venne creato nel 1923    |      |                                 |              |                |                |           |                                        |                                               |
| 1                                     |      | John M. Morin (1868-1942)       | Repubblicano | 4 marzo 1923   | 4 marzo 1929   | 68        | 1                                      | Eletto nel 1922                               |
| 1                                     | 69   | John M. Morin (1868-1942)       | Repubblicano | 4 marzo 1923   | 4 marzo 1929   | 2         | Rieletto nel 1924                      |                                               |
| 1                                     | 70   | John M. Morin (1868-1942)       | Repubblicano | 4 marzo 1923   | 4 marzo 1929   | 3         | Rieletto nel 1926 Ha perso la rinomina |                                               |
| 2                                     |      | Patrick J. Sullivan (1877-1946) | Repubblicano | 4 marzo 1929   | 4 marzo 1933   | 71        | 1                                      | Eletto nel 1928                               |
| 2                                     | 72   | Patrick J. Sullivan (1877-1946) | Repubblicano | 4 marzo 1929   | 4 marzo 1933   | 2         | Rieletto nel 1930 Ha perso la rinomina |                                               |
| 3                                     |      | Matthew A. Dunn (1886-1942)     | Democratico  | 4 marzo 1933   | 3 gennaio 1941 | 73        | 1                                      | Eletto nel 1932                               |
| 3                                     | 74   | Matthew A. Dunn (1886-1942)     | Democratico  | 4 marzo 1933   | 3 gennaio 1941 | 2         | Rieletto nel 1934                      |                                               |
| 3                                     | 75   | Matthew A. Dunn (1886-1942)     | Democratico  | 4 marzo 1933   | 3 gennaio 1941 | 3         | Rieletto nel 1936                      |                                               |
| 3                                     | 76   | Matthew A. Dunn (1886-1942)     | Democratico  | 4 marzo 1933   | 3 gennaio 1941 | 4         | Rieletto nel 1938                      |                                               |
| 4                                     |      | James A. Wright (1902-1963)     | Democratico  | 3 gennaio 1941 | 3 gennaio 1943 | 77        | 1                                      | Eletto nel 1940 Candidatosi nel 31º distretto |
| Il Distretto venne eliminato nel 1943 |      |                                 |              |                |                |           |                                        |                                               |

### 35º distretto congressuale
| N.                                    | Foto | Rappresentante             | Partito      | Carica       | Carica       | Congresso | Mandato           | Storia elettorale |
| N.                                    | Foto | Rappresentante             | Partito      | Inizio       | Termine      | Congresso | Mandato           | Storia elettorale |
| ------------------------------------- | ---- | -------------------------- | ------------ | ------------ | ------------ | --------- | ----------------- | ----------------- |
| Il Distretto venne creato nel 1923    |      |                            |              |              |              |           |                   |                   |
| 1                                     |      | James M. Magee (1877-1949) | Repubblicano | 4 marzo 1923 | 3 marzo 1927 | 68        | 1                 | Eletto nel 1922   |
| 1                                     | 69   | James M. Magee (1877-1949) | Repubblicano | 4 marzo 1923 | 3 marzo 1927 | 2         | Rieletto nel 1924 |                   |
| 2                                     |      | Harry A. Estep (1884-1968) | Repubblicano | 4 marzo 1927 | 3 marzo 1933 | 70        | 1                 | Eletto nel 1926   |
| 2                                     | 71   | Harry A. Estep (1884-1968) | Repubblicano | 4 marzo 1927 | 3 marzo 1933 | 2         | Rieletto nel 1928 |                   |
| 2                                     | 72   | Harry A. Estep (1884-1968) | Repubblicano | 4 marzo 1927 | 3 marzo 1933 | 3         | Rieletto nel 1930 |                   |
| Il Distretto venne eliminato nel 1933 |      |                            |              |              |              |           |                   |                   |

### 36º distretto congressuale
| N.                                           | Foto | Rappresentante              | Partito      | Carica       | Carica       | Congresso | Mandato           | Storia elettorale |
| N.                                           | Foto | Rappresentante              | Partito      | Inizio       | Termine      | Congresso | Mandato           | Storia elettorale |
| -------------------------------------------- | ---- | --------------------------- | ------------ | ------------ | ------------ | --------- | ----------------- | ----------------- |
| Il Distretto venne creato dal 4 marzo 1923   |      |                             |              |              |              |           |                   |                   |
| 1                                            |      | Guy E. Campbell (1871-1940) | Repubblicano | 4 marzo 1923 | 3 marzo 1933 | 68        | 1                 | Eletto nel 1922   |
| 1                                            | 69   | Guy E. Campbell (1871-1940) | Repubblicano | 4 marzo 1923 | 3 marzo 1933 | 2         | Rieletto nel 1924 |                   |
| 1                                            | 70   | Guy E. Campbell (1871-1940) | Repubblicano | 4 marzo 1923 | 3 marzo 1933 | 3         | Rieletto nel 1926 |                   |
| 1                                            | 71   | Guy E. Campbell (1871-1940) | Repubblicano | 4 marzo 1923 | 3 marzo 1933 | 4         | Rieletto nel 1928 |                   |
| 1                                            | 72   | Guy E. Campbell (1871-1940) | Repubblicano | 4 marzo 1923 | 3 marzo 1933 | 5         | Rieletto nel 1930 |                   |
| Il Distretto venne eliminato il 3 marzo 1933 |      |                             |              |              |              |           |                   |                   |